# Should a Wife Forgive?
Pour plus de détails, voir Fiche technique et Distribution.
Should a Wife Forgive? est un film muet américain réalisé et interprété par Henry King, sorti en 1915.

## Synopsis
Jack Holmes et son ancien camarade de classe, Alfred Bedford, se rendent dans un dancing où travaille La Belle Rose, la petite amie de Bedford. Jack et Rose sont très attirés l'un par l'autre, et il ne faut pas longtemps pour que Jack néglige son épouse Mary pour passer du temps avec la séduisante danseuse. Découragée devant la baisse d'affection de son époux, Mary emmène sa mère au théâtre où elles épient Jack et Rose.
Se faisant passer pour une journaliste, Mary parvient à entrer dans l'appartement de Rose, y répond au téléphone et entend la voix de Jack, ce qui confirme ses soupçons. Dévastée d'apprendre la vérité sur le mariage de Jack, Rose décide de se tuer et essaye d'entraîner Jack dans un pacte de suicide. À ce moment, Bedford, qui s'était caché dans la pièce, apparaît pistolet à la main, face à Jack. Rose est tuée par une balle lors de la bagarre qui s'ensuit, mais les deux hommes échappent à une arrestation. Cherchant le pardon, Jack retourne chez lui, mais est repoussé par Mary pour qu'il réfléchisse à ses péchés.

## Fiche technique
- Titre original : Should a Wife Forgive?
- Réalisation : Henry King[1]
- Scénario : Joseph E. Howard, d'après sa pièce The Lady of Perfume
- Production : H.M. Horkheimer, E.D. Horkheimer
- Société de production : Horkheimer Bros
- Société de distribution :  Equitable Motion Pictures Corporation
- Pays de production :  États-Unis
- Langue : anglais
- Format : Noir et blanc - 35 mm - 1,37:1 - Muet
- Genre : drame
- Durée : 50 minutes (5 bobines)
- Date de sortie :
  - États-Unis : 8 novembre 1915

## Distribution
- Lillian Lorraine : La Belle Rose
- Mabel Van Buren : Mary Holmes
- Henry King : Jack Holmes
- Lewis Cody : Alfred Bedford
- William Lampe : Charles Hoffman
- Mollie McConnell : Mme Forrester
- Fred Whitman : Reggy Stratford
- Daniel Gilfether : Henry Wilson
- Marie Osborne : Robert Holmes